# A Árvore da Vida, Stoclet Frieze
A Árvore da Vida, Stoclet Frieze (em francês: L'Arbre de Vie, Stoclet Frieze) é uma pintura a óleo sobre tela do pintor simbolista austríaco Gustav Klimt, datada de 1909. Apresenta um estilo Art Nouveau (Moderno), num género de pintura simbólica. Encontra-se no Museu de Artes Aplicadas, Viena.
Esta pintura é um estudo para uma série de três mosaicos criado por Klimt, para cumprir um contrato de 1905-1911 com o Palácio Stoclet em Bruxelas, Bélgica. Os mosaicos foram criados no Último Período do artista, e mostram Árvores da Vida com os ramos enrolados, uma figura feminina de pé, e um casal abraçado. Os mosaicos estão espalhados pelas paredes da sala de jantar do Palácio, juntamente com duas secções figurativas posicionadas em lados opostos.
A icónica pintura iria servir de inspiração à fachada exterior da "New Residence Hall" (também chamada de "Tree House"), uma residência escolar de 21 andares no Massachusetts College of Art and Design em Boston.